# مشسنی پارک (ایلینوی)
مشسنی پارک (به انگلیسی: Machesney Park) یک روستا در ایالات متحده آمریکا است که در شهرستان وینه‌بگو، ایلینوی واقع شده‌است. مشسنی پارک ۳۳٫۶۹ کیلومتر مربع مساحت ۲۲۹۵۰ نفر جمعیت دارد و ۲۲۵٫۸۶ متر بالاتر از سطح دریا قرار دارد.